# Secrétaire d'État aux Affaires extérieures
Le secrétaire d'État aux Affaires extérieures (anglais : Secretary of State for External Affairs) est un ancien poste ministériel ayant existé de 1912 à 1993. Ce ministre était responsable des relations internationales du Canada au sein du gouvernement fédéral. Le poste est aboli en 1993 lors de la constitution du 26e conseil des ministres dirigé par Jean Chrétien.
Le secrétaire d'État aux Affaires extérieures était à la tête du ministère des Affaires extérieures établi en 1909. De 1909 à 1912 le ministère est dirigé par le Secrétaire d'État du Canada puis en 1912 une fonction distincte de secrétaire d'État aux Affaires extérieures est créée, elle est occupée de droit par le premier ministre jusqu'au 27 mai 1946. La fonction est abolie le 4 novembre 1993 lorsqu'un ministre des Affaires étrangères est nommé en remplacement.

## Liste des titulaires
Le 4 juin 1979 Joe Clark nomme Flora MacDonald au poste de secrétaire d'État aux Affaires extérieures, c'est alors la première femme nommée à ce poste. Barbara McDougall occupera ensuite cette fonction entre 1991 et 1993 dans le 24e conseil des ministres dirigé par Brian Mulroney. Ce sont les deux seules femmes à avoir occupé le fonction.
| Ministre Parti                               | Ministre Parti                               | Ministre Parti                               | Début             | Fin               | Cabinet           |
| -------------------------------------------- | -------------------------------------------- | -------------------------------------------- | ----------------- | ----------------- | ----------------- |
| Fonctions occupées par le Secrétaire d'État. | Fonctions occupées par le Secrétaire d'État. | Fonctions occupées par le Secrétaire d'État. | 1er juin 1909     | 6 octobre 1911    | 9e (Laurier)      |
| Fonctions occupées par le Secrétaire d'État. | Fonctions occupées par le Secrétaire d'État. | Fonctions occupées par le Secrétaire d'État. | 6 octobre 1911    | 31 mars 1912      | 10e (Borden)      |
|                                              |                                              | Robert Borden Conservateur                   | 1er avril 1912    | 9 juillet 1920    | 10e (Borden)      |
|                                              |                                              | Arthur Meighen Conservateur                  | 10 juillet 1920   | 28 décembre 1921  | 11e (Meighen)     |
|                                              |                                              | William Lyon Mackenzie King Libéral          | 29 décembre 1921  | 28 juin 1926      | 12e (King)        |
|                                              |                                              | Arthur Meighen Conservateur                  | 1926              | 1926              | 13e (Meighen)     |
|                                              |                                              | William Lyon Mackenzie King Libéral          | 1926              | 1930              | 14e (King)        |
|                                              |                                              | Richard Bennett Conservateur                 | 1930              | 1935              | 15e (Bennett)     |
|                                              |                                              | William Lyon Mackenzie King Libéral          | 1935              | 1946              | 16e (King)        |
|                                              |                                              | Louis St-Laurent Libéral                     | 1946              | 1948              | 16e (King)        |
|                                              |                                              | Lester B. Pearson Libéral                    | 1948              | 1957              | 17e (St-Laurent)  |
|                                              |                                              | John Diefenbaker Progressiste-conservateur   | 1957              | 1957              | 18e (Diefenbaker) |
|                                              |                                              | Sidney Earl Smith Progressiste-conservateur  | 1957              | 1959              | 18e (Diefenbaker) |
|                                              |                                              | Howard Green (en) Progressiste-conservateur  | 1959              | 1963              | 18e (Diefenbaker) |
|                                              |                                              | Paul Martin Libéral                          | 1963              | 1968              | 19e (Pearson)     |
|                                              |                                              | Mitchell Sharp Libéral                       | 20 avril 1968     | 7 août 1974       | 20e (P. Trudeau)  |
|                                              |                                              | Allan MacEachen Libéral                      | 8 août 1974       | 13 septembre 1976 | 20e (P. Trudeau)  |
|                                              |                                              | Donald Jamieson Libéral                      | 14 septembre 1976 | 3 juin 1979       | 20e (P. Trudeau)  |
|                                              |                                              | Flora MacDonald Progressiste-conservateur    | 4 juin 1979       | 3 mars 1980       | 21e (Clark)       |
|                                              |                                              | Mark MacGuigan Libéral                       | 3 mars 1980       | 9 septembre 1982  | 22e (P. Trudeau)  |
|                                              |                                              | Allan MacEachen Libéral                      | 10 septembre 1982 | 30 juin 1984      | 22e (P. Trudeau)  |
|                                              |                                              | Jean Chrétien Libéral                        | 30 juin 1984      | 16 septembre 1984 | 23e (Turner)      |
|                                              |                                              | Joe Clark Progressiste-conservateur          | 17 septembre 1984 | 21 avril 1991     | 24e (Mulroney)    |
|                                              |                                              | Barbara McDougall Progressiste-conservateur  | 21 avril 1991     | 25 juin 1993      | 24e (Mulroney)    |
|                                              |                                              | Perrin Beatty (en) Progressiste-conservateur | 25 juin 1993      | 4 novembre 1993   | 25e (Campbell)    |